# Emmanuel Berl

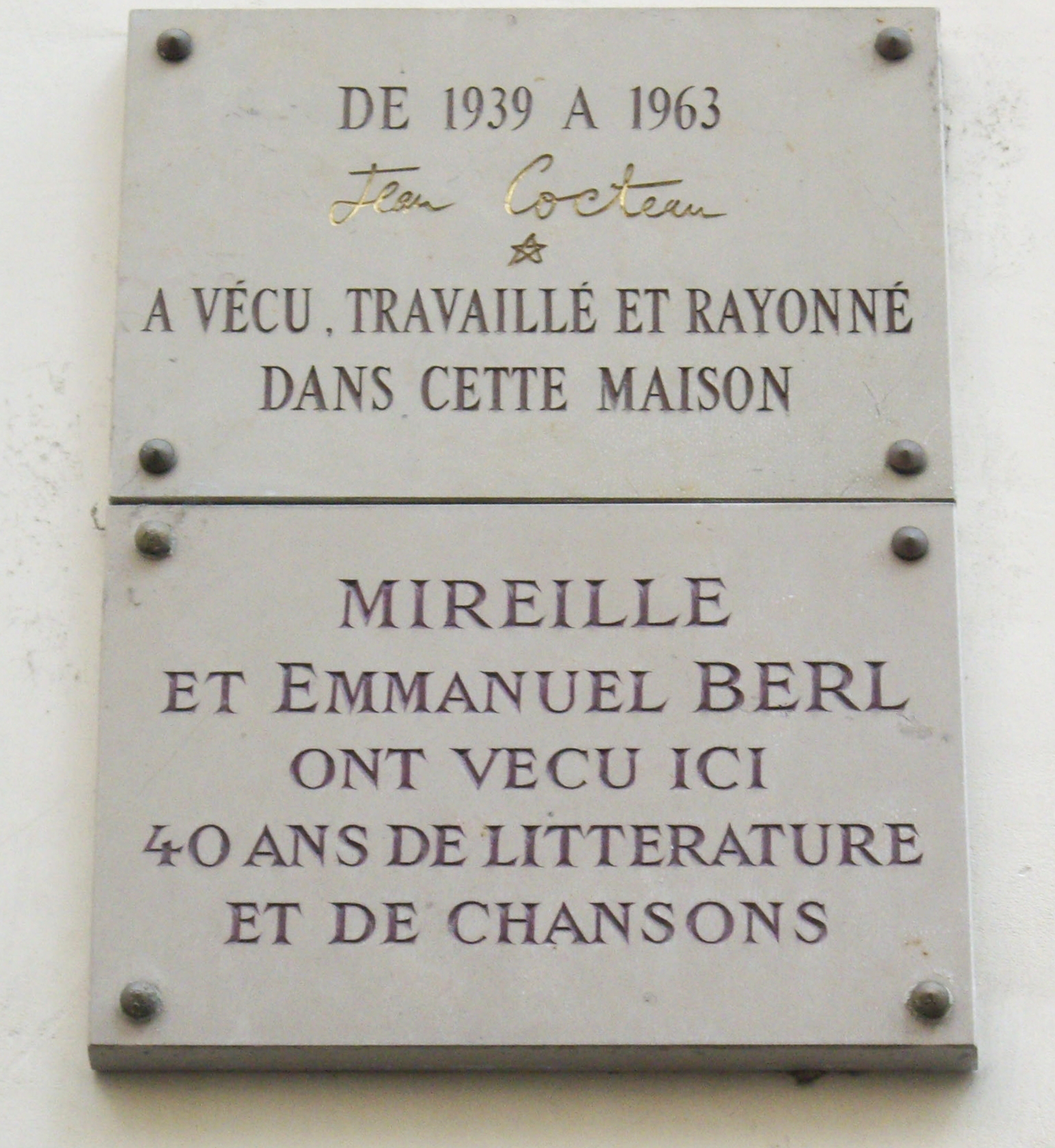
Herinneringsplaquette op het huis van Berl en zijn vrouw Mireille, Parijs

Emmanuel Berl (Le Vésinet, 2 augustus 1892 – Parijs, 21 september 1976) was een Frans schrijver, journalist, essayist en historicus.

## Leven
Berl studeerde filosofie en diende in het Franse leger tijdens de Eerste Wereldoorlog.
Na de oorlog legde hij zich toe op het schrijven en sloot zich aan bij een groep surrealisten, zoals  Louis Aragon, Gaston Bergery en Pierre Drieu La Rochelle. Met die laatste gaf hij in 1927 het tijdschrift Les Derniers Jours uit.  In 1928 ontmoette hij André Malraux en schreef zijn  bekende essay Mort de la pensée bourgeoise, waarin hij pleitte voor meer maatschappelijke betrokkenheid in kunst, cultuur en literatuur.
In de jaren dertig werd het denken van Berl radicaler, zonder een keuze te maken voor links of rechts. Hij startte de spraakmakende weekbladen “Vendredi” en “Marianne”, waarin hij zich zowel tegen het communisme als het fascisme keerde. Hij kreeg vooral naam als overtuigd pacifist.
Tijdens de Tweede Wereldoorlog wees hij de halfslachtige opstelling van de Vichy-regering resoluut af  en ging wonen in Cannes en later Argentat. Daar schreef hij “Histoire de l'Europe (Geschiedenis van Europa). Aan de Côte d'Azur vormde hij een opiniebepalend gezelschap met onder anderen Jean Effel en André Malraux. 
Na de oorlog begon Berl vooral literaire werken te schrijven, zoals zijn boek Sylvia (1952) en autobiografisch werk. In Nederland verkreeg Berl bekendheid met zijn boek “Rachel en andere gratiën” (1965, verschenen in de reeks Privé-domein), over een aantal vrouwen die als een rode draad doorheen het leven van Berl lopen.
In 1967 kreeg Berl de grote prijs der literatuur van de Académie française. Hij stierf in 1976 en werd begraven op het kerkhof van Montparnasse. Hij was getrouwd met de chansonnière Mireille Hartuch (1906-1996).

## Modiano
Na zijn dood zette Patrick Modiano zich sterk in voor de nagedachtenis van Berl. Mondiano schreef onder andere het boek Verhoor (1976), in Nederland eveneens verschenen in de reeks Privé-domein). Verhoor is in feite een interview in boekvorm. Modiano trekt dwars door het leven van Berl en door de geschiedenis van een tijdperk, met name van het interbellum en de periode direct na de oorlog. Verhoor is bovendien vooral ook lezenswaard vanwege de talloze karakteristieke literaire anekdotes en curiosa.